# Bisdom Isiolo

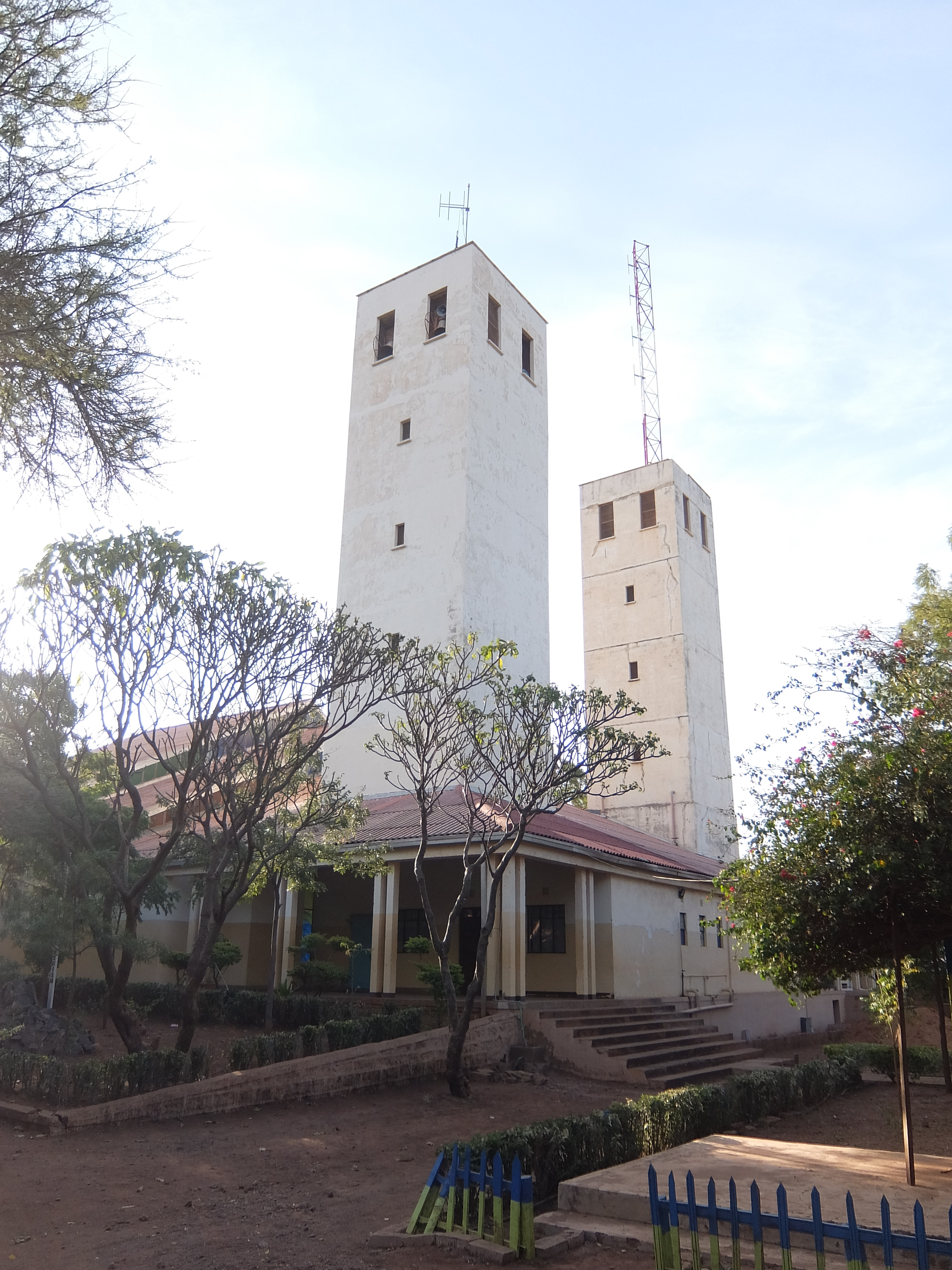
Katholieke kerk in Isiolo

Het bisdom Isiolo (Latijn: Dioecesis Isiolansus) is een rooms-katholiek bisdom met als zetel Isiolo, in Kenia.
Voor 1995 maakte het gebied van 25.336 km² dat het bisdom vormt, onderdeel uit van het bisdom Meru. Het werd hieruit losgemaakt, als het apostolisch vicariaat Isiolo, en kreeg de Italiaanse missionaris Luigi Locati als eerste bisschop. Bisschop Locati werd op 14 juli 2005 vermoord. In 2023 werd het verheven tot bisdom, en werd suffragaan aan het aartsbisdom Nyeri.
Isiolo telde in 2017 151.000 inwoners waarvan 33,8% katholiek was. Er waren 16 parochies.

## Bisschoppen
- Luigi Locati (1995-2005)
- Anthony Ireri Mukobo, I.M.C. (2006-2024)
- Peter Munguti Makau (2024- )